# Festival international du film fantastique de Catalogne 2024
Le Festival international du film fantastique de Catalogne 2024, 57e édition du festival (57 edición del Festival de Cine Fantástico de Sitges ou 57. Festival de Cinema Fantàstic de Sitges), se déroule du 3 au 13 octobre 2024.

## Déroulement et faits marquants
Les films sélectionnés et le jury sont annoncés en septembre 2024.
Le 13 octobre 2024, le palmarès est dévoilé : le prix du meilleur film revient à The Devil's Bath de Veronika Franz et Severin Fiala, le prix spécial du jury à Exhuma de Jang Jae-hyeon , le prix du meilleur réalisateur à Soi Cheang pour City of Darkness,.

## Jury
- Lisa Dreyer : programmatrice
- Stephen Thrower : historien du cinéma
- Christophe Gans : réalisateur
- Fred Dekker : réalisateur
- Carlota Pereda : réalisatrice

## Sélections

### En compétition internationale
- 2073 (en) de Asif Kapadia  Royaume-Uni
- A Different Man de Aaron Schimberg  États-Unis
- Animale de Emma Benestan  France
- Azrael de E.L. Katz  États-Unis  Estonie
- Basileia de Isabella Torre  Italie
- Bodegón con fantasmas (es) de Enrique Buleo  Espagne
- Enterre Seus Mortos (pt) de Marco Dutra  Brésil
- Par amour de Elise Otzenberger  France
- Continente (de) de Davi Pretto (pt)  Brésil
- Daniela Forever (en) de Nacho Vigalondo  Espagne
- Desert Road (de) de Shannon Triplett  États-Unis
- The Devil's Bath de Veronika Franz et Severin Fiala  Autriche  Allemagne
- Le Deuxième Acte de Quentin Dupieux  France
- Else de Thibault Emin  France  Belgique
- Escape From The 21St Century de Li Yang  Chine
- Exhuma de Jang Jae-hyeon  Corée du Sud
- Fréwaka de Aislinn Clarke  Irlande
- Get Away (en) de Steffen Haars  Royaume-Uni
- Anzu, chat-fantôme de Yoko Kuno et Nobuhiro Yamashita  Japon
- Luna de Alfonso Cortés-Cavanillas  Espagne
- MadS de David Moreau  France
- Pendant ce temps sur Terre de Jérémy Clapin  France
- Mr. K de Tallulah H. Schwab  Belgique  Pays-Bas
- Night Silence de Bartosz M. Kowalski  Pologne
- Planète B de Aude-Léa Rapin  France
- La Fièvre de l'argent (en) de Galder Gaztelu-Urrutia  États-Unis  Colombie  Espagne
- Sanatorium Under the Sign of the Hourglass des Frères Quay  Royaume-Uni  Allemagne  Pologne
- Sister Midnight de Karan Kandhari  Royaume-Uni
- Séduire la mort de JT Mollner (en)  États-Unis
- The Rule of Jenny Pen (en) de James Ashcroft  Nouvelle-Zélande
- City of Darkness de Soi Cheang  Hong Kong
- Una Ballena de Pablo Hernando  Espagne  Italie

### Hors compétition

#### Film d'ouverture
- Presence de Steven Soderbergh  États-Unis

#### Film de clôture
- Mother Land de Alexandre Aja  États-Unis

### Sitges Clàssics
- Les Griffes de la nuit de Wes Craven  États-Unis
- Le monstre attaque (Alien 2 sulla Terra) de Ciro Ippolito  Italie
- Le Démon aux tripes (Chi sei?) de Ovidio G. Assonitis  Italie
- Les Démons du maïs (Children of the Corn) de Fritz Kiersch  États-Unis
- Les Nuits de Dracula de Jesús Franco  Allemagne de l'Ouest  Espagne
- Dr. Jekyll y el Hombre Lobo (en) de León Klimovsky  Espagne
- Dracula prisonnier de Frankenstein de Jesús Franco  Espagne
- Godzilla de Ishirō Honda  Japon
- Extra Sangsues (Night of the Creeps) de Fred Dekker  États-Unis
- La Poursuite implacable (Revolver) de Sergio Sollima  Italie
- The Birthday de Eugenio Mira (en)  Espagne
- La saga de los Drácula de León Klimovsky  Espagne
- El extraño amor de los vampiros de León Klimovsky  Espagne
- Massacre à la tronçonneuse de Tobe Hooper  États-Unis
- Último deseo (en) de León Klimovsky  Espagne

## Palmarès

### Compétition internationale
- Meilleur film : The Devil's Bath de Veronika Franz et Severin Fiala
- Prix spécial du jury : Exhuma de Jang Jae-hyeon
- Prix du meilleur réalisateur : Soi Cheang pour City of Darkness
- Prix de la meilleure actrice : Kristine Frøseth pour son rôle dans Desert Road
- Prix du meilleur acteur : John Lithgow et Geoffrey Rush pour leurs rôles dans The Rule of Jenny Pen (en)
- Prix du meilleur scénario : Aaron Schimberg pour A Different Man
- Prix de la meilleure musique : Die Hewen pour Fréwaka
- Prix de la meilleure photographie : Giovanni Ribisi pour Séduire la mort
- Prix des meilleurs effets spéciaux : Digital District et Machina Infinitum pour Else